# Aeroclube de Campinas
O Aeroclube de Campinas ou (ACC) foi fundado em 25 de Maio de 1939, através de um ato de fundação. Desde sua criação tem suas operações sediadas no Aeroporto Campo dos Amarais, em Campinas, aeródromo de fácil acesso localizado a noroeste da cidade, às margens da Rodovia Dom Pedro I e próximo à Rodovia Anhanguera. O aeroclube opera em VFR (Visual Flight Rules, Regras de Voo Visual) diurno/noturno.

## História
A partir de 1939, o aeroclube passou a operar com um hangar doado em 1938 pelo governo Alemão à cidade. De arquitetura clássica e robusta, o hangar Aladino Selmi, construído de ipê e com uma área de aproximadamente 400m², é uma das poucas estruturas do tipo operacionais nos dias de hoje e se tornou um dos símbolos do aeroclube. Devido a um grande crescimento nos últimos anos, conquistado pelo reconhecimento da sua excelência e padronização dos cursos de voo por instrumentos e multimotor, o aeroclube opera, desde 2011 em mais dois hangares, ficando o primeiro destinado à aviação desportiva. 
Após décadas de operação, o Aeroclube de Campinas somava até 2008 mais de 1100 alunos formados, desde pilotos desportivos a pilotos comerciais.
O Aeroclube de Campinas conta com um centro histórico desde 2013, que reúne um acervo histórico contendo de fotos, jornais até maquetes e aeronaves. Este centro histórico visa resgatar a história da aviação de Campinas, bem como a história do próprio aeroclube. 

### Aeronaves do aeroclube
Atualmente, o Aeroclube de Campinas opera 12 aeronaves, sendo :
- 03 Paulistinha P56, registros PT-KZA, PP-HRE e PP-GSV
- 01 Aeroboero AB-115, registro PP-GRB
- 01 Cessna 150, registro PT-ORK
- 04 Cessna 152, registros PP-DOG, PR-OZA, PR-END e PR-CPS
- 01 Embraer PA28R Corisco, registro PT-NDR
- 01 Cessna 172, registro PT-KLY

Além das aeronaves, o aeroclube também possui um simulador de voo MLTE IFR, homologado pela Anac. 

## Cursos
O Aeroclube de Campinas oferece aos seus alunos os cursos de:
- Piloto Privado
- Piloto Comercial
- Instrutor de Voo
- IFR - Voo por instrumentos